# Stanley Clarke

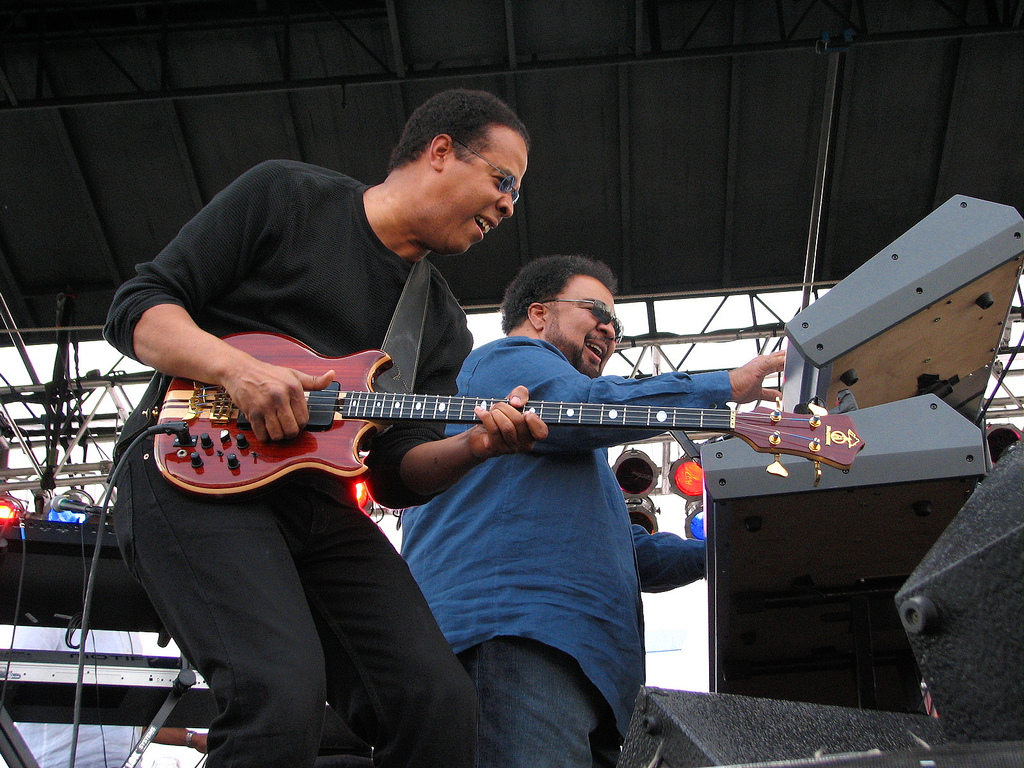
Stanley Clarke (links) en George Duke (rechts)

Stanley Clarke (Philadelphia, 30 juni 1951) is een Amerikaanse muzikant en componist. Hij is bekend geworden als vernieuwend contrabassist en basgitarist in de jazz en de fusion. In de fusion wordt hij naast Jaco Pastorius beschouwd als de belangrijkste bassist uit de jaren 70.

## Biografie
Clarke leerde op de middelbare school contrabas spelen. Hij koos voor dit instrument omdat hij laat op school kwam toen de instrumenten voor de schoolband werden uitgedeeld. De contrabas was een van de weinige instrumenten die nog over waren gebleven.
Nadat Clarke was afgestudeerd aan de Philadelphia Academy of Music, trok hij in 1971 naar New York waar hij met onder andere Horace Silver, Art Blakey, Dexter Gordon, Gato Barbieri, Joe Henderson, Chick Corea, Pharoah Sanders, Gil Evans, Stan Getz en Al Di Meola werkte. Intussen schakelde hij over van de contrabas op de basgitaar.
Tijdens deze periode werd hij lid van de jazz fusionband Return to Forever, die geleid werd door pianist Chick Corea. De band werd een van de meest succesrijke jazzrock-bands uit deze periode. Daarnaast werkte Clarke ook aan zijn solocarrière en bracht hij een reeks albums uit onder zijn eigen naam. Hiervan is School Days (1976) het bekendste. Dit album wordt, samen met het debuutalbum van Jaco Pastorius, beschouwd als het beste basalbum uit de geschiedenis van de jazz.
Tijdens de jaren 80 vormde Clarke samen met drummer Stewart Copeland (ex-The Police) en singer-songwriter Deborah Holland de band Animal Logic. Met hun eerste album en de daaropvolgende tour oogstte het trio succes, maar het volgende album verkocht slecht en de band besloot te stoppen. In 2002 richtte hij de Stanley Clark Foundation op om opkomende muzikanten te ondersteunen.
In 2005 richtte hij samen met Béla Fleck en Jean-Luc Ponty de akoestische band TRIO! op, waarmee ze door het oosten van de Verenigde Staten toerden en op alle grote jazzfestivals speelden.

## Speelstijl
De unieke stijl van Clarke en zijn herkenbaar geluid zijn het resultaat van verschillende factoren.
Een eerste factor zijn de specifieke keuzes die hij maakt wat betreft instrumenten en apparatuur. Clarke is altijd onlosmakelijk verbonden geweest met de handgemaakte Alembic basgitaren die hij bespeelde, en op de overgrote meerderheid van de opnames die hij maakte gebruikt hij een of ander model van Alembic. Deze basgitaren - waarbij de hals niet stopt bij de body, maar de volledige snaarlengte beslaat - worden gekenmerkt door het gebruik van verschillende exotische houtsoorten en een gepatenteerd systeem van actieve elementen die worden versterkt via een externe voorversterker. Het resultaat is de karakteristieke volle, organische klank.
Ook Clarkes lichaamsbouw heeft een bepalende invloed op zijn geluid. Hoewel zelf groot van gestalte, verkoos Clarke steeds basgitaren die korter zijn dan gemiddeld (shortscale). Door een combinatie van grote handen en sterk ontwikkelde armspieren, geeft dit hem extra controle over het instrument wat betreft kracht, bereik en snelheid. Zijn muziek is dan ook zeer moeilijk te spelen door kleinere basgitaristen die spelen op de meer gebruikelijke basgitaren.
Ten slotte wordt het geluid van Clarke ook bepaald door de techniek die hij met zijn rechterhand gebruikt. In basispositie staan de vingers van Clarke op dezelfde manier ten opzichte van de snaren als bij het bespelen van een contrabas. Ook kenmerkend is zijn slap-techniek. Naast zijn eigen variatie op de door Larry Graham ontwikkelde pop-n'-slap-techniek, maakt Clarke ook gebruik van neerwaartse aanslagen met de volledige hand waarbij hij twee of meer snaren aanslaat met zijn vingernagels. (Voorbeelden hiervan zijn te horen op School Days, Rock and Roll Jelly, Wild Dog en Danger Street).
Stanley Clarke was ook de eerste invloedrijke basgitarist die prominent gebruik maakte van de piccolo basgitaar, een viersnarige basgitaar die een octaaf hoger gestemd wordt.

## Film en televisie
Nadat hij een tijdje muziek geschreven had voor televisieseries - zoals Pee Wee's Playhouse, waarvoor hij een Emmy Award-nominatie kreeg - stapte Clarke over naar de filmwereld. Daar werkte hij als componist, arrangeur, dirigent en muzikant aan muziek voor films als: Boyz N the Hood, What’s Love Got to Do With It (het levensverhaal van Tina Turner), Passenger 57, Higher Learning, Poetic Justice, Panther, The Five Heartbeats, Book of Love, Little Big League en Romeo Must Die. Hij schreef ook de muziek voor de video Remember the Time die John Singleton over Michael Jackson maakte.

## Discografie

### Gedeeltelijke solo discografie
- Children of Forever (Polydor) (1973)
- Stanley Clarke (Epic) (1974)
- Journey to Love (Epic) (1975)
- School Days (Epic) (1976)
- I Wanna Play for You (Epic) (1977)
- Live 1976-1977 (Epic) (1977)
- Modern Man (Nemperor) (1978)
- Fuse One (IMS) (1980)
- Rocks, Pebbles and Sand (Epic) (1980)
- The Clarke/Duke Project, Vol. 1 (Epic) (1981)
- Let Me Know You (Columbia) (1982)
- The Clarke/Duke Project, Vol. 2 (Columbia) (1983)
- Time Exposure (Epic) (1984)
- Find Out! (Epic) (1985)
- Hideaway (Epic) (1986)
- Project (CBS) (1988)
- If This Bass Could Only Talk (Portrait) (1988)
- 3 (Epic) (1989)
- Passenger 57 (Epic) (1992)
- East River Drive (Epic) (1993)
- Live at the Greek (Epic) (1993)
- Live in Montreaux (Jazz Door) (1994)
- The Rite of Strings (Gai Saber) (1995)
- At the Movies (Epic Soundtrax) (1995)
- The Bass-ic Collection (1997)
- 1, 2, To The Bass (2003)
- The Toys of Men (Heads Up) (2007)
- Thunder (With M.Miller and V.Wooten) (Heads Up) (2008)

### Met Return to Forever
- Return to Forever (1972, ECM)
- Light as a Feather (1972, Polydor)
- Hymn of the Seventh Galaxy (1973, Polydor)
- Where Have I Known You Before (1974, Polydor)
- No Mystery (1975, Polydor)
- Romantic Warrior (1976, Columbia)
- Musicmagic (1977, Columbia)

### Met Pharoah Sanders
- Black Unity (1971)